# 국도 제55호선 (미국)
국도 제55호선(U.S. Route 55)은 미국 아이오와주 대븐포트에서 미네소타주 미니애폴리스까지 이어주는 미국의 일반 국도로 1926년 정식 국도로 지정되었지만 도로 계획에 따라 1934년에 폐지되는 불운의 국도이기도 하다. 그래서 현재는 미네소타주도 제50호선이 55번 국도의 대체 구간으로 이어진 상태였던 것으로 보인다. 일부는 국도 제56호선이 상당수를 대체한 것으로 추정된다.